# Anne Waldman
Anne Waldman (Millville, Nova Jersey, 2 d'abril de 1945) és una poeta americana destacada, de la generació de la poesia beat, escriptora i activista política.

## Biografia
Waldman va néixer a Millville, en l'estat de Nova Jersey i va créixer a la ciutat de Nova York. Es va graduar a la Universitat de Bennington el 1966. Ha publicat més de 40 llibres. És un membre actiu del moviment Outrider de poesia experimental, i s'ha connectat al moviment beat i la segona generació de l'Escola de Nova York.
Des de 1968 a 1978 fou directora del St. Mark's Poetry Project, associació cultural per la qual han transitat els autors més representatius de la poesia nord-americana de les darreres dècades.
Juntament amb Allen Ginsberg va fundar la Jack Kerouac School of Disembodied Poetics, que ara pertany a la Universitat de Naropa a Bulder, Colorado, a on ara exerceix de professora de poètica. Waldman també ha estat professora visitant a l'Institut d'Arts d'Indis americans a Santa Fe i consultora pel Pražská Projecte Skola a Praga, i ha impartit classes en moltes altres escoles i col·legis als EUA i a l'estranger.
Més enllà de la seva activitat literària, Waldman no ha deixat mai de banda el seu treball com a activista cultural i la seva pràctica del budisme tibetà, amdues facetes estretament connectades amb la seva poesia. Waldman entén la llengua i la literatura com un acte polític. El seu compromís amb la poesia s'estén, més enllà del seu propi treball, amb el seu suport a les comunitats de poesia alternatives. Waldman col·labora regularment amb artistes visuals, músics i ballarins.

## Publicacions
Waldman ha publicat més de quaranta llibres de poesia, entre els quals es troben:
- Baby Breakdown (Bobbs-Merrill, 1970)
- Fast Speaking Woman (City Lights Pocket Poets Series, 1974)
- New and Selected Poems 1966–1988 (Coffee House Press, 1989)
- Lovis: All Is Full of Love (Coffee House Press, 1993); Helping the Dreamer
- Marriage: A Sentence (Penguin, 2000); Kill or Cure (Penguin, 1994);
- Vow to Poetry (Coffee House Press, 2001)
- Dark Arcana / Afterimage or Glow (Heaven Bone Press, 2003), with photographs by Patti Smith
- In the Room of Never Grieve: New and Selected Poems, 1985–2003 (Coffee House Press, 2003)
- Structure of the World Compared to a Bubble (Penguin, 2004)
- Manatee/Humanity (Penguin, 2009)
- The Lovis Trilogy: Colors in the Mechanism of Concealment (Coffee House Press, 2011)
- Gossamurmur (Penguin, 2013)

També és editora de les antologies:
- The World Anthology: Poems From the St. Mark’s Poetry Project (Bobbs-Merrill, 1969)
- The Beat Book (Shambhala, 1996)

Coeditora de: 
- Disembodied Poetics: Annals of the Jack Kerouac School (University of New Mexico Press, 1993)
- Angel Hair Sleeps With A Boy In My Head (Granary Books, 2001)

Cotraductora de:
- The Sons & Daughters of Buddha (Shambhala, 1996),
- Un llibre d'escriptura budista tradicional originalment en sànscrit i prakrit traduït amb Andrew Schelling, entre d'altres.

## Premis i reconeixements
Waldman ha rebut nombrosos premis per la seva poesia, entre ells l'American Book Awards' Lifetime Achievement Award, el Dylan Thomas Memorial Award, el National Literary Anthology Award, el Shelley Memorial Award per a poesia, i les subvencions de la Foundation for Contemporary Performance Arts and the National Endowment for the Arts. A banda, ha estat dues vegades premiada amb el International Poetry Championship Bout a Taos, Nou Mèxic i ha estat escollida cancellera de l'Acadèmia de Poetes Americans el 2011.